# Charles Savarin

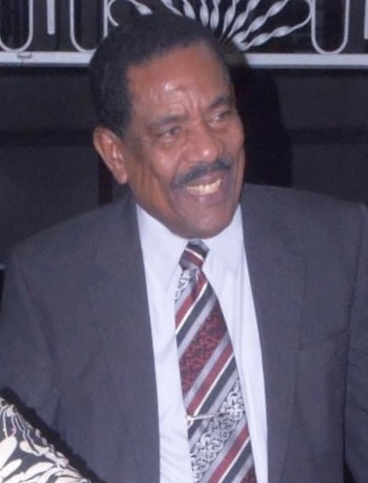
Charles Savarin, 2016

Charles Angelo Savarin (* 2. Oktober 1943 in Portsmouth) ist ein dominicanischer Politiker der Dominica Labour Party und war von 2013 bis 2023 Präsident Dominicas.

## Leben
Savarin war seit dem 2. Oktober 2013 als Nachfolger von Eliud Williams Präsident von Dominica. Seine Wahl am 30. September 2013 war von der Opposition boykottiert worden. Er wurde 2018 wiedergewählt und schied 2023 nach zwei Amtszeiten aus dem Amt.